# Kristina Lunz

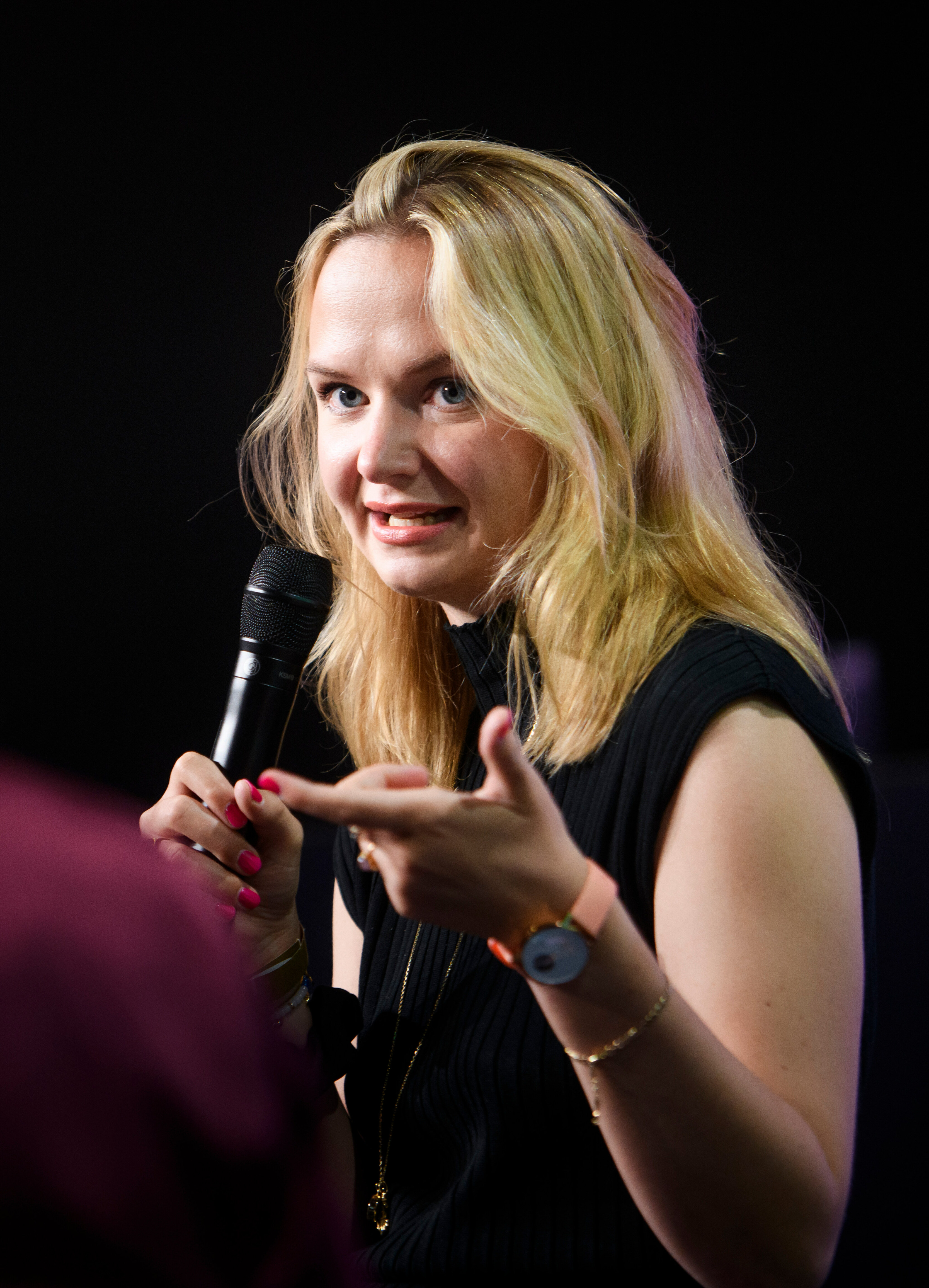
Kristina Lunz (2022)

Kristina Lunz (geboren im September 1989) ist eine deutsche Feministin, Aktivistin und Mitbegründerin des Centre for Feminist Foreign Policy (CFFP). Bekanntheit erlangte sie durch die Kampagne Stop Bild Sexism und ihren Einsatz für feministische Außenpolitik.

## Werdegang
Lunz wuchs als Tochter einer Erzieherin und eines Elektrikers in Reckendorf in Oberfranken auf und besuchte das Gymnasium Fränkische Schweiz in Ebermannstadt. Sie studierte Public Policy am University College London und Global Governance and Diplomacy an der University of Oxford. Damit ist sie die erste in ihrer Familie, die an einer Universität studierte. Erste Arbeitserfahrung sammelte sie an der Blavatnik School of Government der Universität Oxford sowie als wissenschaftliche Beraterin für ihre spätere Mentorin Scilla Elworthy. Darauf folgte die Tätigkeit als Mercator Fellow on International Affairs für die Menschenrechtsorganisation Sisma Mujer in Bogotá, bei der Lunz an einem Projekt zur Beteiligung von Frauen am kolumbianischen Friedensprozess mitwirkte. Anschließend arbeitete sie im Gender and Coordination Office des Entwicklungsprogramms der Vereinten Nationen in Myanmar und New York City.
2016 gründete Lunz gemeinsam mit Marissa Conway das Centre for Feminist Foreign Policy in London, eine Forschungs- und Beratungsorganisation zu „feministischer Außenpolitik“. Im Sommer 2018 holte Lunz die Initiative nach Deutschland und gründete das CFFP als gemeinnützige GmbH in Berlin, das sie als Geschäftsführerin gemeinsam mit ihrer Stellvertreterin Nina Bernarding leitet. Von 2019 bis 2020 war Lunz als Beraterin für das Auswärtige Amt beim Aufbau eines Frauennetzwerks zwischen Lateinamerika und Deutschland tätig.

## Positionen
Lunz setzt sich für eine feministisch geprägte Außenpolitik und Diplomatie ein. Hierfür sollen strukturelle Ungerechtigkeiten abgebaut und die Blickwinkel und Potentiale aller gesellschaftlichen Gruppen in der Außenpolitik stärker einbezogen werden. Ziel ist in diesem Zusammenhang auch die Demilitarisierung.
Der Einsatz gegen die Objektifizierung und den strukturellen Sexismus in Medien und Gesellschaft ist ein weiterer Schwerpunkt der Aktivistin. Mit ihrer Kampagne Stop Bild Sexism leistete sie gemeinsam mit dem Verein Gender Equality Media e.V. und einem breiten gesellschaftlichen Bündnis einen Beitrag zur Abschaffung des BILD-Girls in der BILD Zeitung. Rund 60.000 Personen unterstützen die Online-Petition zum Thema.

## Ehrenamtliches und gesellschaftliches Engagement
Lunz engagiert sich unter anderem in folgenden Organisationen:
- Ashoka Fellowship[17]
- Atlantik-Brücke Young Leader[10]
- BMW Foundation Responsible Leader[10]
- Gates Foundation SDGs Goalkeeper[10]

## Auszeichnungen
- Handelsblatt Vordenkerin (2020)[10]
- Forbes 30 Under 30 (2020)[18]
- Ashoka Fellowship (2019)[19][20]
- Clara-Zetkin-Preis für politische Intervention (2016) als Teil des Teams von #Ausnahmslos[21]
- German Startup Award (2024) in der Kategorie Entrepreneurin des Jahres[22]

## Publikationen
- Feminist awakening. In: Michelle Müntefering (Hrsg.): Welt der Frauen. Von Worten und Taten, die für uns alle gut sind. Elisabeth Sandmann Verlag, München 2021, ISBN 978-3-945543-93-1, S. 78–85.
- Die Zukunft der Außenpolitik ist feministisch. Wie globale Krisen gelöst werden müssen. Econ Verlag, Berlin 2022, ISBN 978-3-430-21053-9.[23][24][25]
- Empathie und Widerstand. Wie wir unsere Haltung finden, Menschlichkeit zeigen und Wandel gestalten. Ullstein Verlag, Berlin 2024, ISBN 978-3-550-20303-9.